# Chassalia kenyensis
Chassalia kenyensis är en måreväxtart som beskrevs av Bernard Verdcourt. Chassalia kenyensis ingår i släktet Chassalia och familjen måreväxter. Inga underarter finns listade i Catalogue of Life.